# Margarito Pomposo
Margarito Pomposo Baños (1910 – 11 de noviembre de 2007) fue un atleta de fondo mexicano. Compitió en la prueba de maratón de los Juegos Olímpicos de Los Ángeles 1932 donde acabó en la posición vigésima.